# 危地馬拉—泰國關係
瓜地馬拉－泰國关系（西班牙語：Relaciones Guatemala-Tailandia）是指瓜地馬拉和泰王國之間的雙邊關係。兩國均為不結盟運動、77國集團、東亞－拉丁美洲合作論壇成員國。

## 历史概况
瓜地馬拉与泰国于1957年3月3日建交，泰國是東南亞諸國中最早與瓜地馬拉建交者，瓜地馬拉也是泰国在中美洲的第一个邦交国。而瓜地馬拉建交后不久在曼谷开设了大使館，但基於預算考量曾于1990年閉館，改由駐日本大使館兼轄。
2019年12月18日，瓜地馬拉駐泰國大使館重新開館，馆务辖区为越南、寮國及柬埔寨。瓜地馬拉外交部長桑德拉·埃丽卡·霍韦尔·波朗科出席開館典禮，泰國外交部長敦·帕马威奈表示，危地馬拉在曼谷開設大使館「有助於加強泰、瓜兩國長達62年的外交關係」。瓜地馬拉外交部長桑德拉·埃丽卡·霍韦尔·波朗科表示，桑德拉表示瓜地馬拉政府在曼谷開設大使館，可以鞏固瓜地馬拉與東南亞諸國的關係，亦有利於加強瓜、泰兩國經濟貿易交流、促進旅遊業發展，擴大投資與合作。瓜地馬拉亦有興趣學習泰國的發展經驗。桑德拉外長還邀請敦·帕马威奈訪問危地馬拉，并建议泰国政府尽早在瓜地馬拉建立大使馆。泰國暂未在瓜地馬拉市设立大使馆，對瓜地馬拉的相關事務则由泰國駐墨西哥大使館兼轄。

## 兩國貿易
2019年，两国的双边贸易總额为1.21亿美元，其中，泰国主要向危地马拉出口汽车和橡胶制品。而危地马拉則主要向泰国出口化肥，农药和咖啡。

## 交流
目前两国尚未给予对方公民互免签证待遇，两国政府正在讨论给予外交、公务護照持有人免簽證的可能性。
在泰國國際研究生計劃（TIPP）下，泰國政府正定期發放全額獎學金，提供瓜地馬拉學生申請赴泰研習深造。

## 外部鏈接
- 危地马拉驻泰国大使馆 （页面存档备份，存于）的脸书首页
- 泰国驻墨西哥大使馆 （页面存档备份，存于）的脸书首页
- 危地马拉外交部关于泰国的相关资料 （页面存档备份，存于）